# The Ocean (banda)
The Ocean (anteriormente conocida como The Ocean Collective) es una banda de post metal formada en Berlín, Alemania, en 2000 por el guitarrista y compositor Robin Staps. Su discografía combina elementos del metal progresivo y el sludge metal con influencias de la música clásica y la música electrónica. El hecho de que no tenga alineación oficial hace que en sus grabaciones intervengan multitud de músicos diferentes. 
Hasta el año 2002 pasaron por la banda hasta 40 miembros diferentes antes de que se asentase la formación definitiva. En el mes de julio dieron su primer concierto en la capital alemana, y poco después publicaron su primera demo, Islands/Tides, formada solamente por una canción homónima de media hora de duración. Tras firmar con la discográfica Make My Day Records en 2003, la banda publicó el EP Fogdiver, con cinco canciones instrumentales, y posteriormente su primer álbum de estudio, Fluxion. El éxito alcanzado en el ambiente underground atrajo el interés de Metal Blade Records, discográfica que publicó Aeolian en 2005 en Europa y en 2006 en América. Posteriormente publicarían Precambrian, un doble disco que vio la luz en 2007, y harían una gira por Europa y Norteamérica a lo largo de 2008 con Opeth, Intronaut y At the Gates. En abril de 2009 el vocalista de Precambrian, Mike Pilat, abandonó la banda por motivos personales para ser sustituido por Loic Rossetti. Tras pasar el año 2009 componiendo y grabando, Staps anunció que en 2010 se publicarían dos álbumes: Heliocentric en marzo y Anthropocentric en octubre.

## Miembros en directo
- Loïc Rossetti - voz
- David Ramis Ahfeldt - guitarra
- Robin Staps - guitarra
- Mattias Hägerstrand - bajo
- Paul Seidel - batería
- Peter Voigtmann - Synths

## Discografía

### Álbumes de estudio
- Fogdiver (2003)
- Fluxion (2004)
- Aeolian (2005)
- Precambrian (2007)
- Heliocentric (2010)
- Anthropocentric (2010)
- Pelagial (2013)
- Phanerozoic I (2018)
- Phanerozoic II: Mesozoic/Cenozoic (2020)
- Holocene (2023)

### Álbumes en vivo
- Phanerozoic Live (2021)

### Demos y EP
- The Ocean (2002)
- Burst/The Ocean (split 7"; 2005)